# Thorvald Heyerdahl
Thorvald Heyerdahl (* im 19. Jahrhundert in Norwegen, gestorben im 20. Jahrhundert) war ein norwegischer nordischer Skisportler.

## Werdegang
Thorvald Heyerdahl nahm Anfang des 20. Jahrhunderts, wie viele Norweger damals, erfolgreich an verschiedenen Wettkämpfen in nordischen Skisportarten in Mitteleuropa teil. 
Bei den deutschen Skimeisterschaften wurde er 1902 Zweiter und 1903 Erster im Skispringen, dazu gewann er 1903 auch im Skilanglauf. Außerdem startete er im selben Jahr auch bei gut besuchten Wettkämpfen auf der Sackberg-Schanze in Glarus.